# Guigo II
Guigo II Kartuz, Gwidon II, zwany Angelic (ur. we Francji, zm. 6 kwietnia 1193 w La Grande Chartreuse) – kartuski mnich, 9. przeor kartuskiego zakonu w pierwszej siedzibie – La Grande Chartreuse pod Grenoble we Francji w latach 1174–1180.
Guigo II mylony jest czasem z 5. przeorem tego samego klasztoru Guigo I, który spisał regułę zakonu oraz innym kartuzem żyjącym pod koniec XIII w. Guigo de Ponte.
Jego najbardziej znane dzieło to Scala Claustralium (Drabina mnichów), znane również jako Scala paradisi (Drabina raju) lub częściej ze swego podtytułu Epistola de vita contemplativa (List od życia kontemplacyjnego). Czerpiąc z wizji Jakuba opisanych w Księdze Rodzaju (Rdz 28,12) aniołów wstępujących i zstępujących drabiną do Boga, zanoszących modlitwy człowieka do nieba i przynoszących odpowiedzi Boga na ziemię, Guigo wyjaśniał, że owa drabina przeznaczona jest w klasztorze dla tych, którzy szukają życia kontemplacyjnego. Wyróżnił cztery etapy tej codziennej praktyki i sposobu modlitwy zwanego „Lectio Divina”:
- lectio – czytanie Słowa Bożego
- meditatio – jego medytacja
- oratio – modlitwa serca
- contemplatio – kontemplacja, czyli wsłuchanie się w to, co Bóg ma do powiedzenia[2].

Scala Claustralium, której przetrwało ponad sto rękopisów, uważana jest za pierwszy metodyczny opis modlitwy w zachodniej tradycji mistycznej a Guigo II jest uznawany za pierwszego pisarza, który rozważał etapy modlitwy jako wspinanie się po drabinie, która prowadzi do coraz bliższej mistycznej jedności z Bogiem. Praca była jedną z najpopularniejszych wśród średniowiecznych dzieł dotyczących duchowości (w części dlatego, że powszechnie rozpowszechniana była pod imieniem znanego Bernarda z Clairvaux lub nawet św. Augustyna), ale nadal jest to nadal podstawowy poradnik dla tych, którzy chcą praktykować lectio divina.
Guigo II napisał także zbiór dwunastu medytacji tzw. Meditationes, które są mniej znane, a z których przetrwało tylko kilka rękopisów. Z wewnętrznych dowodów, wydaje się, że zostały napisane przed Scala Claustralium.

Odnosi się wrażenie, że całość jest wręcz utkana z fragmentów Pisma świętego, zarówno Starego, jak i Nowego Testamentu. W swoich dwóch tekstach Guigo przywołuje niemal wszystkie księgi biblijne. Zdumiewa również – a niekiedy zdumienie to przechodzi w zachwyt – biegłość autora w cytowaniu poszczególnych fragmentów i ich łączenie – widać, że słowo Boże w nim żyje. W obu dziełach znaleźć można takie połączenia, na które – przypuszczam – dzisiejszy egzegeta by nie wpadł.